# Lygaeinae
Lygaeinae (лат.) — подсемейство клопов семейства наземников (Lygaeidae).
Ярко окрашенные виды, принадлежащие к большинству родов подсемейства Lygaeinae, содержат высокие концентрации сердечных гликозидов, которые защищают их от врагов. Эти вещества они, по-видимому, получают из растений, которыми питаются. Представители некоторых родов концентрируют сердечные гликозиды при помощи специальных желез.

## Роды
В подсемейства включают следующие роды:
- Achlyosomus Slater Alex, 1992
- Acroleucus Stål, 1874
- Aethalotus Stal, 1874
- Anachrostomus A. Slater, 1992
- Apterola Mulsant & Rey, 1866
- Arocatus Spinola, 1837
- Aspilocoryphus Stål, 1874
- Caenocoris Fieber, 1860
- Cosmopleurus Stål, 1872
- Craspeduchus Stål, 1874
- Emphanisis China, 1925
- Graptostethus Stål, 1868
- Hadrosomus A. Slater, 1992
- Hormopleurus Horvath, 1884
- Horvathiolus Josifov, 1965
- Lygaeosoma Spinola, 1837
- Lygaeospilus Barber, 1921
- Lygaeus Fabricius, 1794
- Melanerythrus Stål, 1868
- Melanocoryphus Stål, 1872
- Melanopleuroides A. Slater & Baranowski, 2001
- Melanopleurus Stål, 1874
- Melanotelus Reuter, 1885
- Neacoryphus Scudder, 1965
- Nesostethus Kirkaldy, 1908
- Nicuesa Distant, 1893
- Ochrimnus Stål, 1874
- Ochrostomus Stål, 1874
- Oncopeltus Stål, 1868
- Orsillacis Barber, 1914
- Oxygranulobaphus Brailovsky, 1982
- Paranysius Horváth, 1895
- Psileula Seidenstücker, 1964
- Pyrrhobaphus Stål, 1868
- Scopiastella Slater, 1957
- Scopiastes Stål, 1874
- Spilostethus Stål, 1868
- Stenaptula Seidenstücker, 1964
- Thunbergia Horváth, 1914
- Torvochrimnus Brailovsky, 1982
- Tropidothorax Tropidothorax
- Woodwardiastes Slater, 1985